# الدراسة الأسترالية الطولية لصحة المرأة
"" الدراسة الأسترالية الطولية حول صحة المرأة (ALSWH) "" ، والمعروفة أيضًا باسم صحة المرأة الأسترالية أو صحة المرأة الأسترالية (WHoA!) ، هو مسح مستمر قائم على السكان يفحص صحة أكثر من 50000 امرأة أسترالية. تم تمويل الدراسة من قبل وزارة الصحة بالحكومة الأسترالية وهي مسعى تعاوني أجراه الموظفون والمحققون في جامعة نيوكاسل وجامعة كوينزلاند. المدير الحالي هو البروفيسور جيتا ميشرا ، المدير السابق أنيت دوبسون

## الطريقة
في عام 1996 ، تم اختيار النساء في ثلاث فئات عمرية (مواليد 1973-78 و1946-1951 و1921–26) بشكل عشوائي من قاعدة البيانات ميدكيرالوطنية. تم إرسال هؤلاء النساء دعوة بالبريد للمشاركة في الدراسة. وردت أكثر من 40 ألف امرأة ووافقت على المشاركة. مثلت هؤلاء النساء 2-3٪ من النساء في فئته العمرية اللائي يعشن في المناطق الحضرية والريفية والنائية في أستراليا في ذلك الوقت.
في عام 2012 ، تم إطلاق صحة المرأة في أستراليا (WHoA!). ماذا! تم تطويره لتوظيف مجموعة إضافية من النساء اللواتي تتراوح أعمارهن بين 18 و 23 عامًا. تم تجنيد أكثر من 17000 امرأة باستخدام وسائل التواصل الاجتماعي. 

 
الطريقة الأساسية لجمع البيانات التي تستخدمها ALSWH هي المسوحات الذاتية. يتضمن ALSWH أيضًا مجموعة بيانات نوعية ، حيث يُطلب من المشاركين كتابة أي شيء يشعرون أنه مهم لصحتهم ورفاههم في مساحة استجابة مجانية في نهاية الاستطلاع.

## النطاق
تقيم دراسة ALSWH:
- الصحة البدنية والعقلية (بما في ذلك الرفاه والتشخيصات والأعراض الرئيسية ومحددات وعواقب الأمراض المزمنة)
- استخدام الخدمات الصحية (الممارسين العامين ، زيارات المتخصصين والزيارات الأخرى ، الوصول والرضا ، الملاءمة الثقافية)
- السلوكيات الصحية وعوامل الخطر (الوزن وممارسة الرياضة ، النظام الغذائي واضطرابات الأكل ، صورة الجسم ، التدخين ، الكحول وغيرها من الأدوية)
- استخدام الوقت (بما في ذلك العمل بأجر وبدون أجر ، وأدوار الأسرة ، والترفيه ، والدعم الاجتماعي ، والتطلعات والموارد المالية)
- العوامل الاجتماعية والديموغرافية (الموقع ، والتعليم ، والعمالة ، وتكوين الأسرة)
- العنف (الاعتداء الجسدي والجنسي ، وعنف الشريك الحميم ، والتحرش ، والنفسية ، والاعتداء على المسنات)
- مراحل الحياة والأحداث الرئيسية (مثل الولادة وانقطاع الطمث والمرض الرئيسي والسقوط والكسور والطلاق والترمل والخرف والحزن).

## دراسات فرعية
بالإضافة إلى إكمال الاستطلاعات الرئيسية ، تتم دعوة المشاركين أحيانًا للمشاركة في الدراسات الفرعية التي تهدف إلى فحص القضايا المحددة بمزيد من التعمق. تم تغطية مجموعة كبيرة من المواضيع ، بما في ذلك:
- صعوبات واضطرابات النوم
- العنف المنزلي
- سلس البول
- التقاعد
- رعاية
- سرطان الثدي
- تجارب الأمومة
- الخطط المستقبلية للشابات
- تناول الكحول أثناء الحمل
- تغير الوزن عند انقطاع الطمث
- اكتئاب ما قبل الولادة وبعدها
- أعراض انقطاع الطمث والنظام الغذائي
- منع الحمل
- نتائج الحمل الضائرة - الإجهاض والولادة قبل الأوان والإملاص.

## ربط البيانات
لدى ALSWH الموافقة على ربط بيانات المسح بشكل مجهول مع عدد من مجموعات البيانات الإدارية الوطنية والمحلية. تتضمن هذه الموافقات حاليًا مؤشر الوفاة الوطني وبيانات الرعاية الطبية  سجلات السرطان في الولاية ومجموعات البيانات في الفترة المحيطة بالولادة وقواعد بيانات دخول المستشفى. الهدف من الربط بمجموعات البيانات هذه هو تقديم رؤى جديدة حول استخدام الخدمات الصحية والصحية للنساء الأستراليات ، مع مراعاة الاختلافات على المستوى الفردي في عوامل الخطر الاجتماعية والاقتصادية والسلوكية والبيئية وغيرها من عوامل الخطر. في سياق النظام الصحي المتغير ، من المهم أن تكون قادرًا على مراقبة وتقييم تأثير ونتائج سياسة وممارسة الخدمات الصحية.

## النتائج
يضمن تصميم الدراسة الطولية متابعة نفس النساء على مدى سنوات عديدة حتى يتمكن الباحثون من ملاحظة التغيرات في صحتهم ، وتوضيح علاقات السبب والنتيجة ، وتقييم آثار التغييرات في السياسة والممارسة. يمكن ALSWH توفير معلومات حول صحة المرأة طوال العمر. ساعدت هذه المعلومات الحكومات الفيدرالية وحكومات الولايات على التخطيط للمستقبل وتطوير وتقييم السياسة الصحية والممارسة المتعلقة بالمرأة الأسترالية. تم استخدام الدراسة على نطاق واسع في السياسة الوطنية لصحة المرأة لعام 2010.
تعاونت ALSWH مع العديد من المحققين والجامعات والمنظمات في جميع أنحاء العالم. تم الإبلاغ عن نتائج ALSWH في أكثر من 100 تقرير للحكومة ،  وتم تضمينها في أكثر من 400 منشور أكاديمي.